# Husgavel

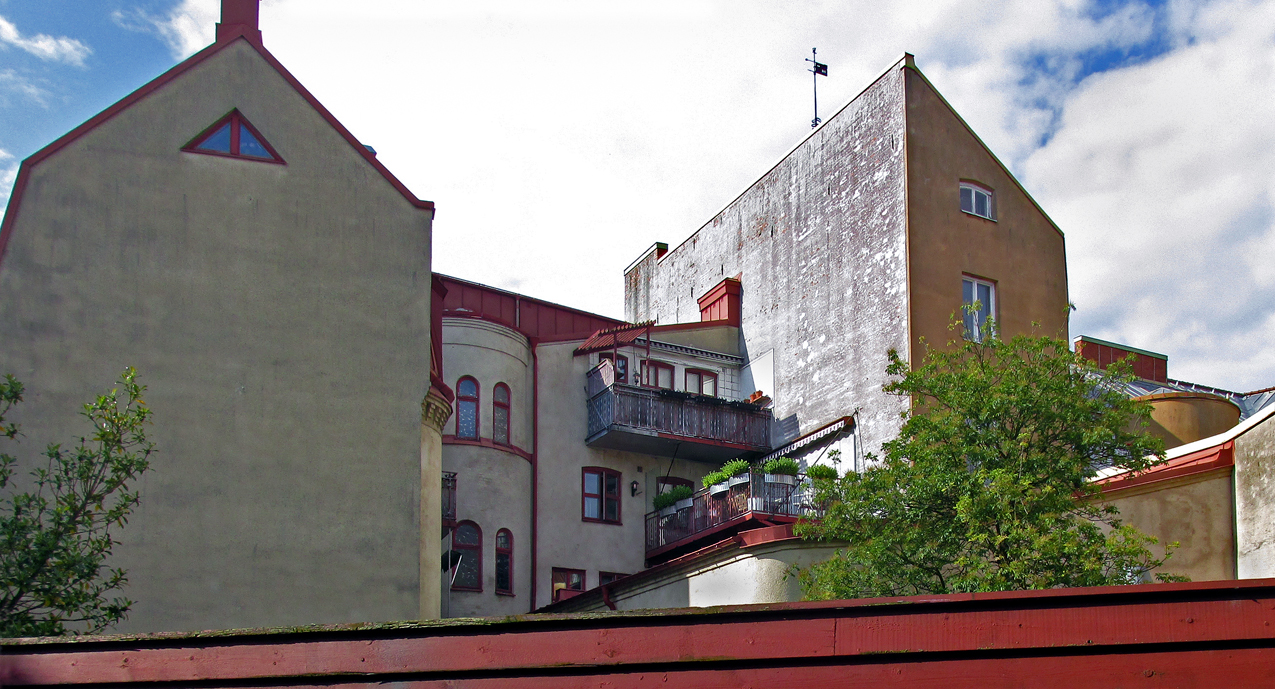
Husgavlar mot söder på två byggnader i centrala Ystad.

Husgaveln är den triangelformiga (ibland dekorativt smyckade) fasaddel på en byggnad som finns mellan de lutande sidorna av takfallet, ofta på husets kortsida. Kallas även gavelröste (den del som befinner sig ovanför takfoten) eller gavelfält.
Gavels form är beroende av takets konstruktion, vid ett sadeltak har gaveln formen av en triangel. En byggnad med delvis valmat tak har en trapetsformad gavel, medan en byggnad med komplett valmat tak eller med plantak har ingen gavel alls. 

## Varianter
- Trappgavel
- Klockgavel
- Masverksgavel
- Volutgavel